# هالینا پوندیک
هالینا پوندیک (اوکراینی: Галина Василівна Пундик؛ زادهٔ ۷ نوامبر ۱۹۸۷) شمشیرباز اهل اوکراین است.